# Miikka Toivola
Miikka Toivola (Finlandia, 11 de julio de 1949) es un exfutbolista finlandés. Se desempeñaba en posición de mediocampista.

## Selección nacional
Fue internacional con la Selección de fútbol de Finlandia en 2 ocasiones en 1980.

## Clubes
| Club         | País      | Año         |
| ------------ | --------- | ----------- |
| TPS          | Finlandia | 1969 - 1972 |
| HJK Helsinki | Finlandia | 1973 - 1980 |

## Palmarés

### Campeonatos nacionales
| Título                        | Club               | País      | Año                                        |
| ----------------------------- | ------------------ | --------- | ------------------------------------------ |
| Primera División de Finlandia | TPS y HJK Helsinki | Finlandia | 1971, 1972 (TPS) 1973, 1978 (HJK Helsinki) |

### Distinciones individuales
| Distinción                   | Año       |
| ---------------------------- | --------- |
| Futbolista Finlandés del año | 1972 1978 |